# グリゴーリ・シャイン
グリゴーリ・アブラーモヴィチ・シャイン（ロシア語：Григорий Абрамович Шайн、英語：Grigory Abramovich Shajn、またはShayn、Schajnなど、1892年4月19日 – 1956年8月4日）は、ソビエト連邦の天体物理学者である。ロシア帝国・オデッサ（現ウクライナ領）生まれ。配偶者のペラゲーヤ・フェドロヴナ・シャイン (Пелагея Фёдоровна Шайн)、旧姓サンニコヴァ (Санникова) も天文学者である。ユダヤ系。

## 概要
1939年にソビエト科学アカデミーの会員になった他、イギリスの王立天文学会などの会員にも選ばれた。1945年から1952年までクリミア天体物理天文台の所長を務めた。
天体の分光学や、ガス星雲の物理学の分野で働いた。オットー・シュトルーベと、若い恒星の回転速度の速いことを調べ、恒星の視線速度を測定した。新しいガス星雲を発見し、恒星の大気に炭素13が異常に少ないことを発見した。
3個の小惑星と、非周期彗星のシャイン・コマスソラ彗星 (C/1925 F1) の発見者である。ただし周期彗星61P/シャイン・シャルダハ彗星は妻のペラゲーヤ・シャインが発見者である。
ペラゲーヤ・シャインが発見した小惑星 (1648) シャイナ (Shajna) と月のシャイン・クレーターは彼に因んで命名された。